# Julius Leopold Pagel
Julius Leopold Pagel (Polanów, 29 maggio 1851 – Berlino, 30 gennaio 1912) è stato un medico tedesco, specializzato nella storia della medicina.

## Biografia
Pagel fu educato al ginnasio di Stolp e presso l'Università di Berlino (1875). Nel 1876 si stabilì come medico a Berlino, ricevendo dall'università l'abilitazione nel 1891 e il titolo di professore nel 1898. Nel 1902 diventò assistente di professione nella storia della medicina.
Dal 1885 Pagel fu assistente dell'editore del Biographisches Lexikon di Hervorragenden, August Hirsch. Fu anche direttore della Deutsche Ärzte-Zeitung e dei Biographisches Lexikon Hervorragender Ärzte des Neunzehnten Jahrhunderts, Berlino e Vienna, 1901. A partire dal 1899 fu collaboratore della storia medica di Rudolf Virchow.
Pagel era membro della Neue Mittwochsgesellschaft (1824-1856), società letteraria berlinese fondata nel 1824 da Julius Eduard Hitzig.
Suo figlio Walter Pagel (1898-1983) era anche un medico (patologo) e storico medico.

## Opere
- Die Anatomic des H. v. Mondeville. Berlin 1889
- Die Chirurgie des H. v. Mondeville. Berlin 1892 (traduzione in francese di E. Nicaise, Paris 1893)
- Die Angebliche Chirurgie des Joh. Mesuë. Berlin, 1893
- Medizinische Deontologie. Berlin, 1896
- Neue litterarische Beiträge zur mittelalterlichen Medicin . Reimer, Berlin 1896.
- Die Entwickelung der Medicin in Berlin von den ältesten Zeiten bis auf die Gegenwart: eine historische Skizze; Festgabe für die Mitglieder und Theilnehmer des 15. Congresses für Innere Medizin. Bergmann, Wiesbaden 1897.
- Geschichte der Medizin Karger, Berlin 1898
- Medizinische Encyclopädie und Methodologie. Berlin 1899
- Biographisches Lexikon hervorragender Ärzte des neunzehnten Jahrhunderts. Urban & Schwarzenberg, Berlin e Vienna 1901
- Handbuch der Geschichte der Medizin. Fischer, Jena 1902–1905
- Zeittafeln zur Geschichte der Medizin. Hirschwald, Berlin 1908